# Weitensfeld im Gurktal
Weitensfeld im Gurktal osztrák mezőváros Karintia Sankt Veit an der Glan-i járásában. 2016 januárjában 2155 lakosa volt. 

## Elhelyezkedése

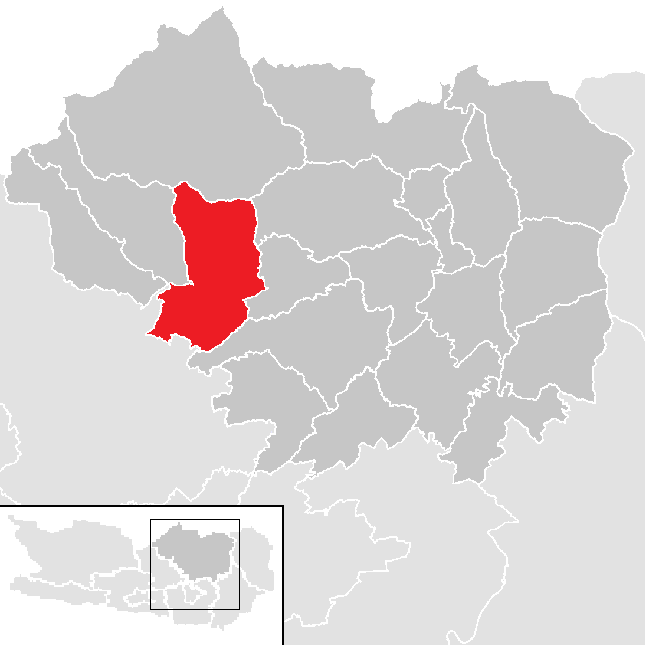
Weitensfeld a Sankt Veit-i járásban

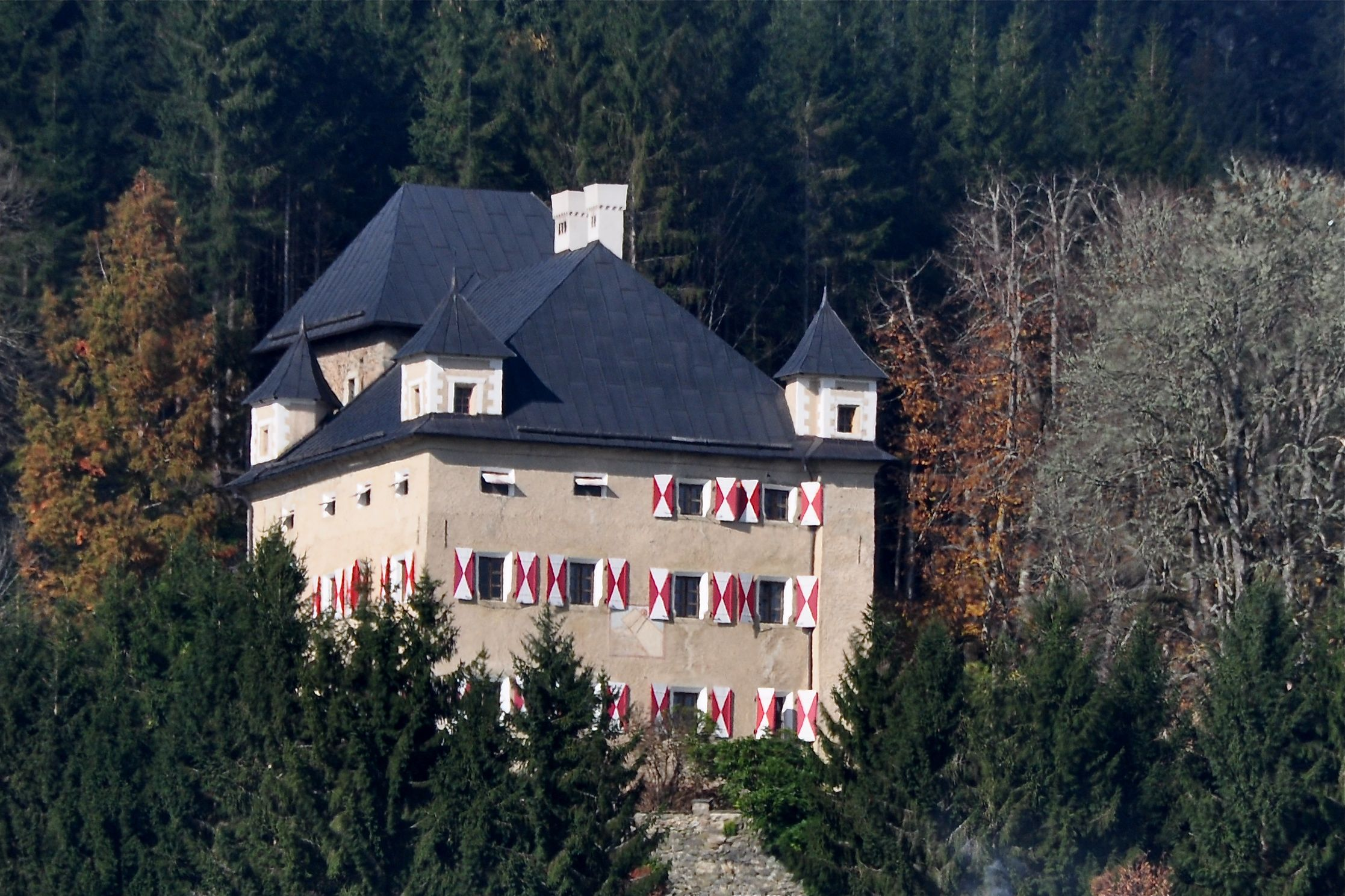
Thurnhof vára

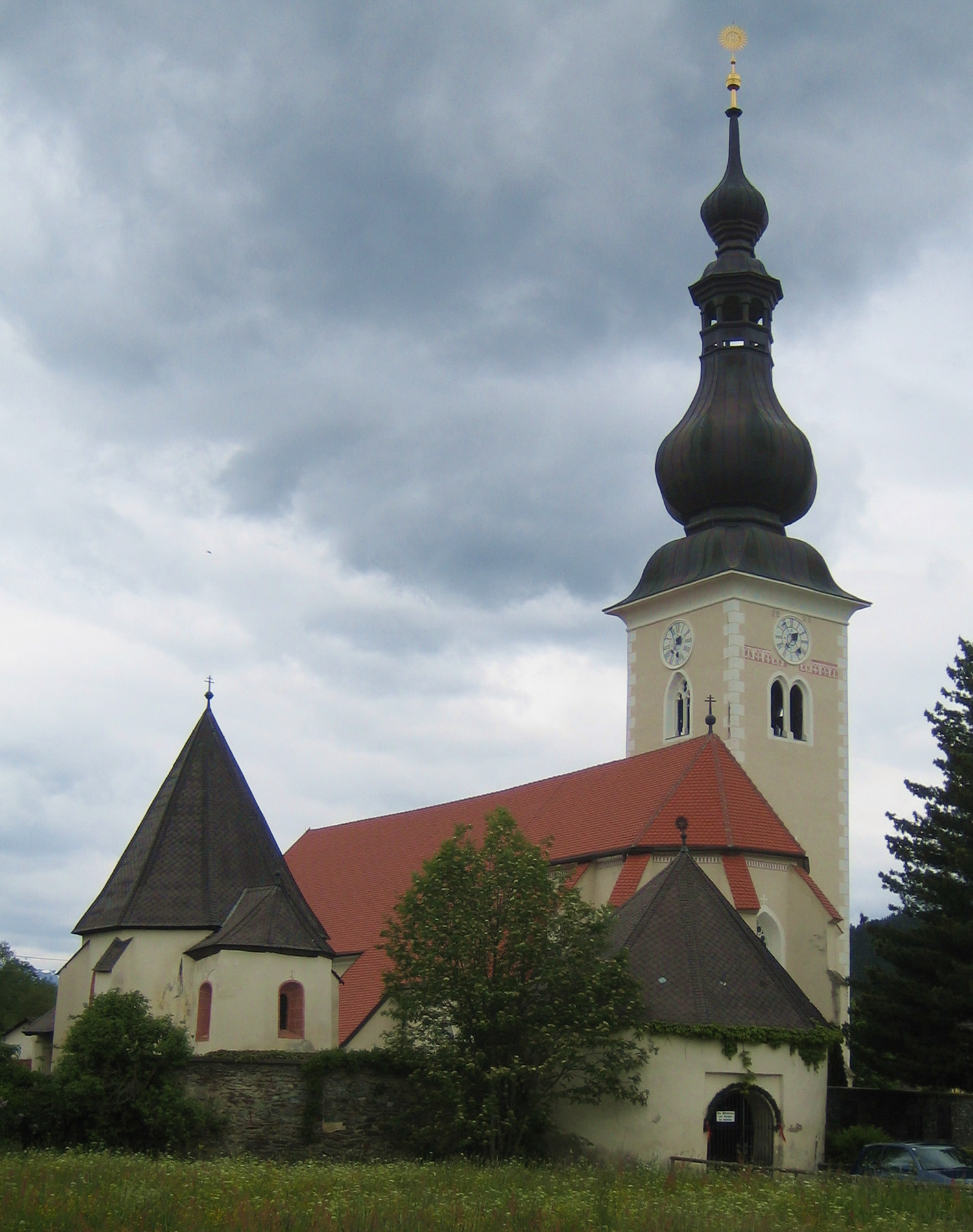
A Szt. János-templom

Weitensfeld Karintia északi részén fekszik, a Gurk folyó (a Dráva mellékfolyója) völgyében, a Wimitzi-hegység és a Gurktali-Alpok között. Az önkormányzat 7 katasztrális községben 41 falut és egyéb települést fog össze, amelyek lakossága 576 (Weitensfeld) és 0 (Massanig) között változik.
A környező települések: északnyugatra Glödnitz, északra Metnitz, keletre Straßburg és Gurk, délkeletre Frauenstein, délre Steuerberg, délnyugatra Albeck.

## Története
Az erdővel sűrűn benőtt Gurk-völgy sokáig lakatlan volt, csak azután kezdtek nagyobb számban betelepedni az emberek, amikor a rómaiak utat építettek rajta keresztül Salzburg irányába. 
Zammelsberg (korabeli forrásokban Zumoltiperg) 1050 és 1065 között népesült be. Weitensfeldet 1131-ben említik először. 1192-ben a Babenbergeké lett a régió, ők pedig 1202-ben a gurki székesegyház apátságának adományozták azt. 1203-ban Weitensfeld vásárjogot kapott.
1476 és 1478 között török portyázók pusztították el a települést.
Az önkormányzat 1850-ben alakult meg. 1871-ben a szomszédos Gurktól hozzá csatolták át Thurnhof és Zweinitz katasztrális községeket. 1973-tól Weitensfeld a hatalmas területű Weitensfeld-Flattnitz részévé vált, amelytől 1991-től ismét elszakadt egy népszavazást követően. 1995-ben neve Weitensfeld im Gurktal-ra változott.

## Lakosság
A weitensfeldi önkormányzat területén 2016 januárjában 2155 fő élt, ami jelentős csökkenés a 2001-es 2474 lakoshoz képest. Akkor a helybeliek 97,8%-a volt osztrák állampolgár. 91%-uk katolikusnak, 3,6% evangélikusnak, 2,7% pedig felekezeten kívülinek vallotta magát.

## Látnivalók
- a weitensfeldi János evangélista-plébániatemplom. Az először 1285-ben említett templomot a 16. században fallal és egy kerek bástyával erődítették meg
- a Mária Magdolna-templomban található Ausztria legrégebbi üvegfestménye (az 1170 körüli eredeti a klagenfurti püspöki múzeumban van, a templomban másolat látható)
- Altenmarkt temploma
- Zweinitz temploma
- Zammelsberg temploma
- Thurnhof vára Zweinitzben

## Testvértelepülések
- Ragogna, Olaszország

## Fordítás
- Ez a szócikk részben vagy egészben  a   Weitensfeld im Gurktal című német Wikipédia-szócikk ezen változatának fordításán alapul.  Az eredeti cikk szerkesztőit annak laptörténete sorolja fel. Ez a jelzés csupán a megfogalmazás eredetét és a szerzői jogokat jelzi, nem szolgál a cikkben szereplő információk forrásmegjelöléseként.